# Знак, Александр Петрович
Алекса́ндр Петро́вич Знак (28 ноября 1970) — советский и белорусский футболист, защитник и полузащитник.
В 1988 году сыграл за минское «Динамо» на Кубке Федерации на стадии 1/4 финала, проведя полный матч против «Кайрата». Выступал в клубах Белоруссии (в высшем дивизионе Белоруссии сыграл 54 матча и забил 5 голов), России (астраханский «Волгарь-Газпром», ФК «Псков» и великолукскую «Энергию»). Завершал профессиональную карьеру в клубе латвийского чемпионата «Рига».